# Samsung SGH-J700
De Samsung SGH-J700, voorheen bekend als SGH-E260, is een schuifmobiel, uitgegeven in 2008 als een onmiddellijke opvolger van de SGH-E251. Hij werd wereldwijd exclusief door veel telefoonmaatschappijen verkocht. Hij heeft een 1.3 megapixelcamera en bluetoothconnectiviteit.

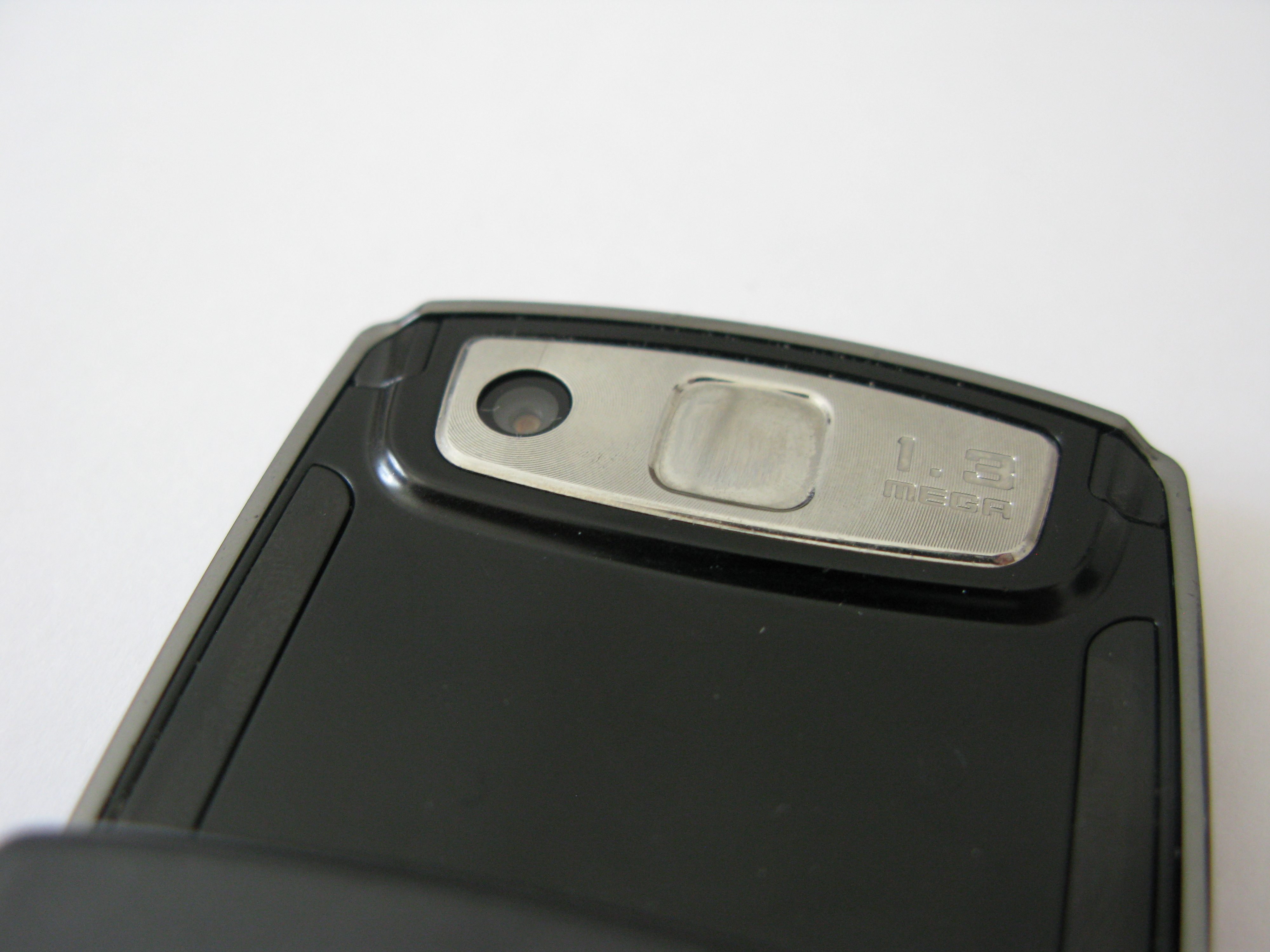
De camera aan de achterkant.
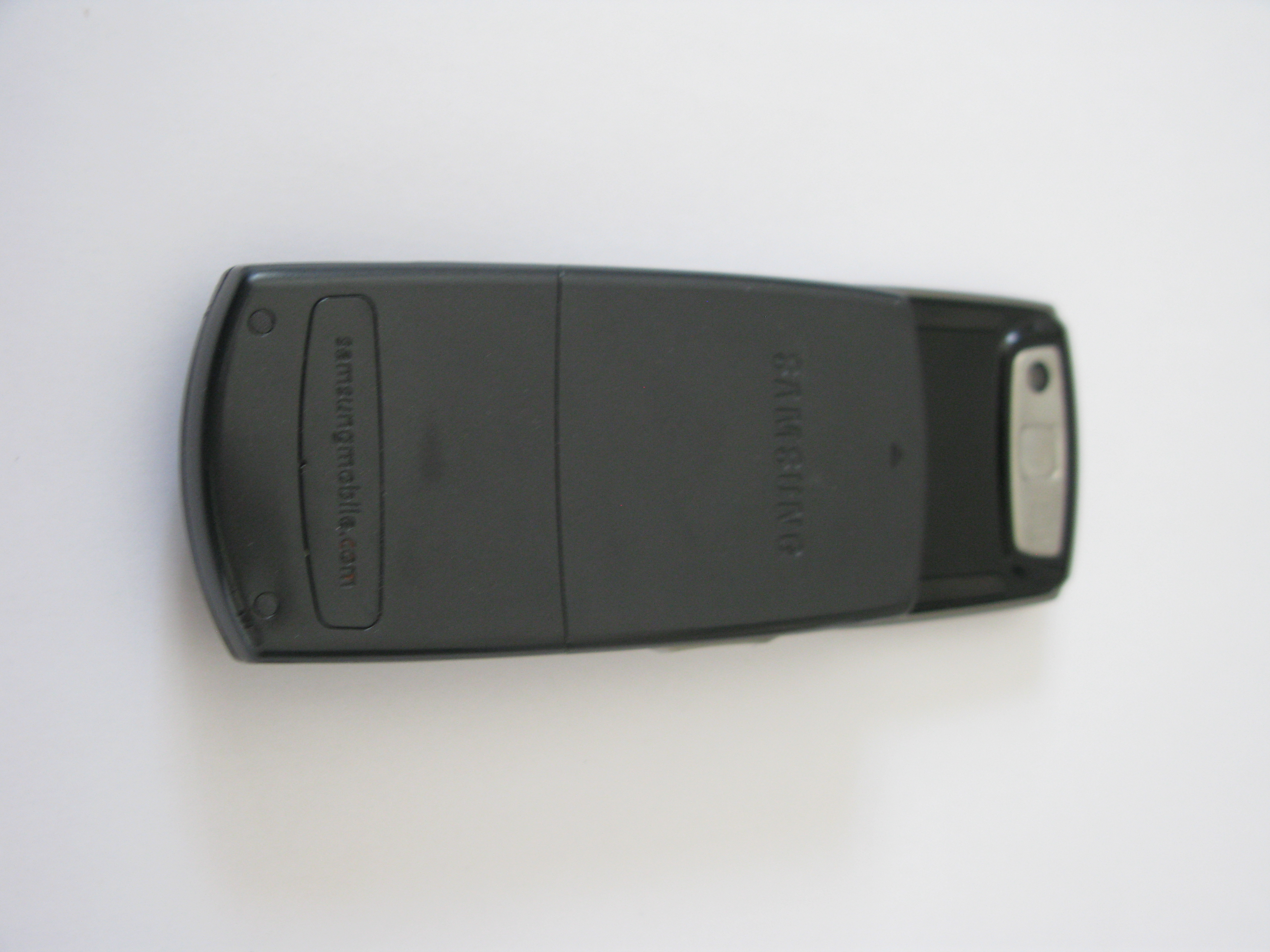
De achterkant.
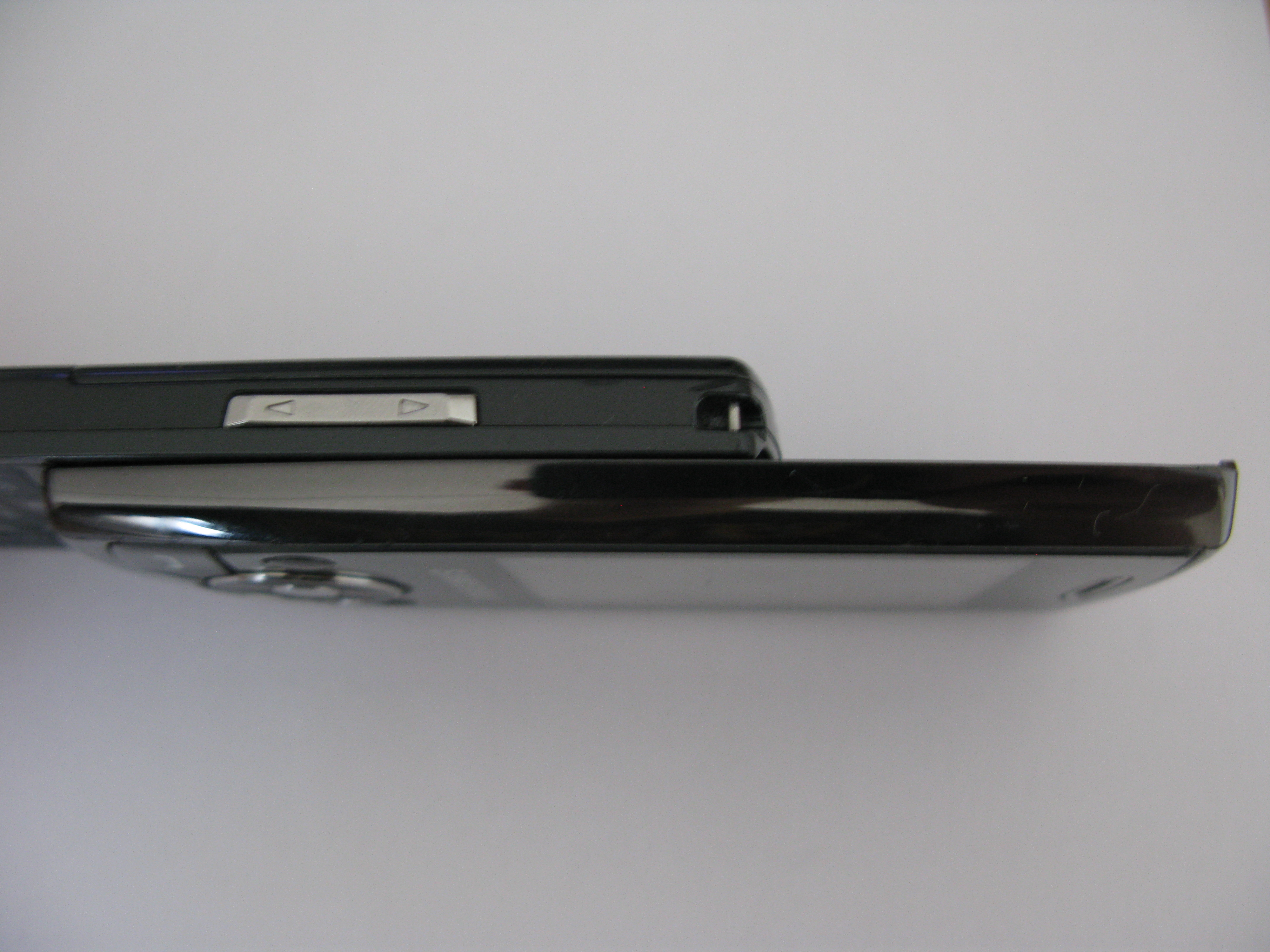
De zijkant.
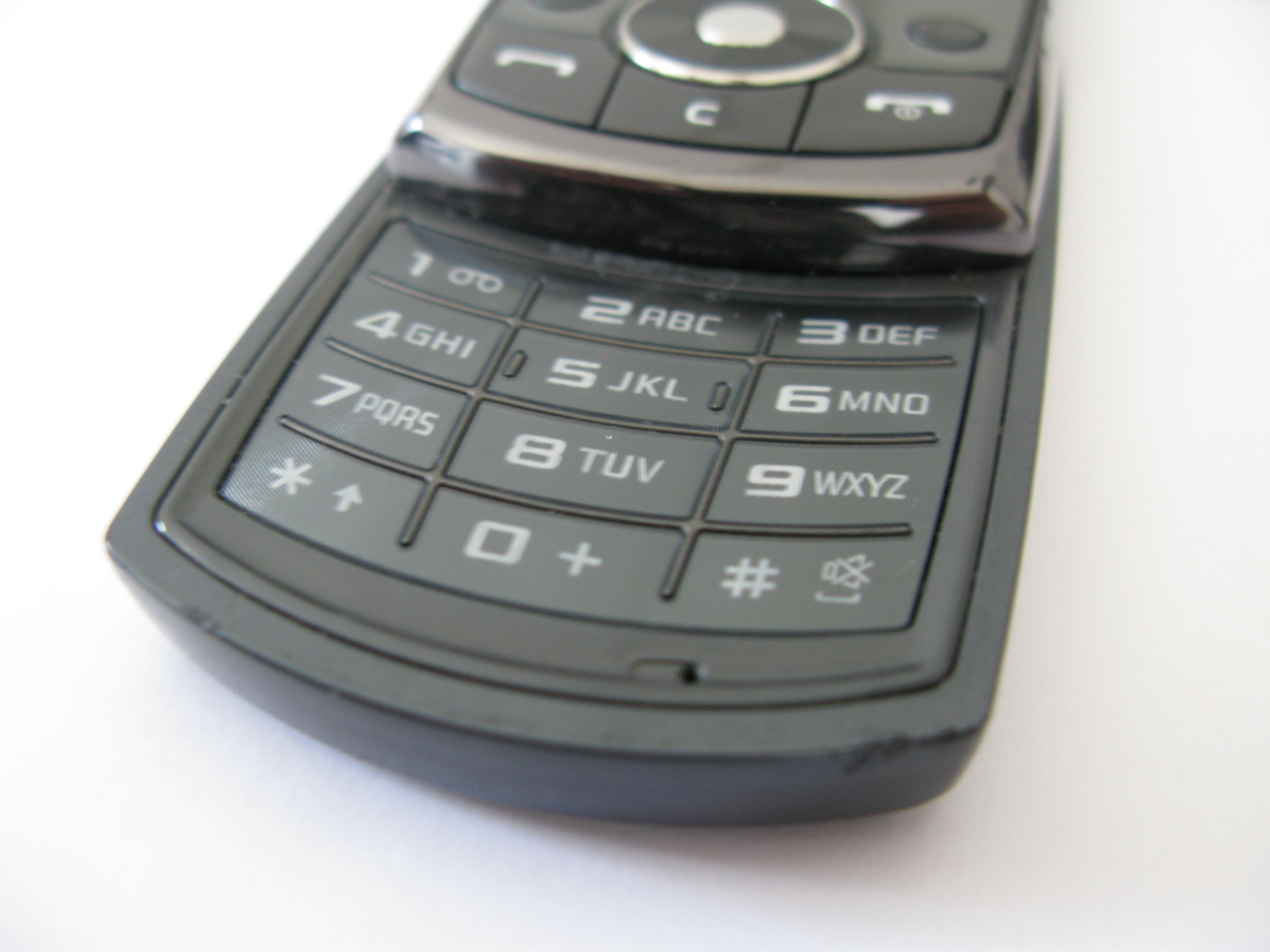
Close-up van het toetsenbord.
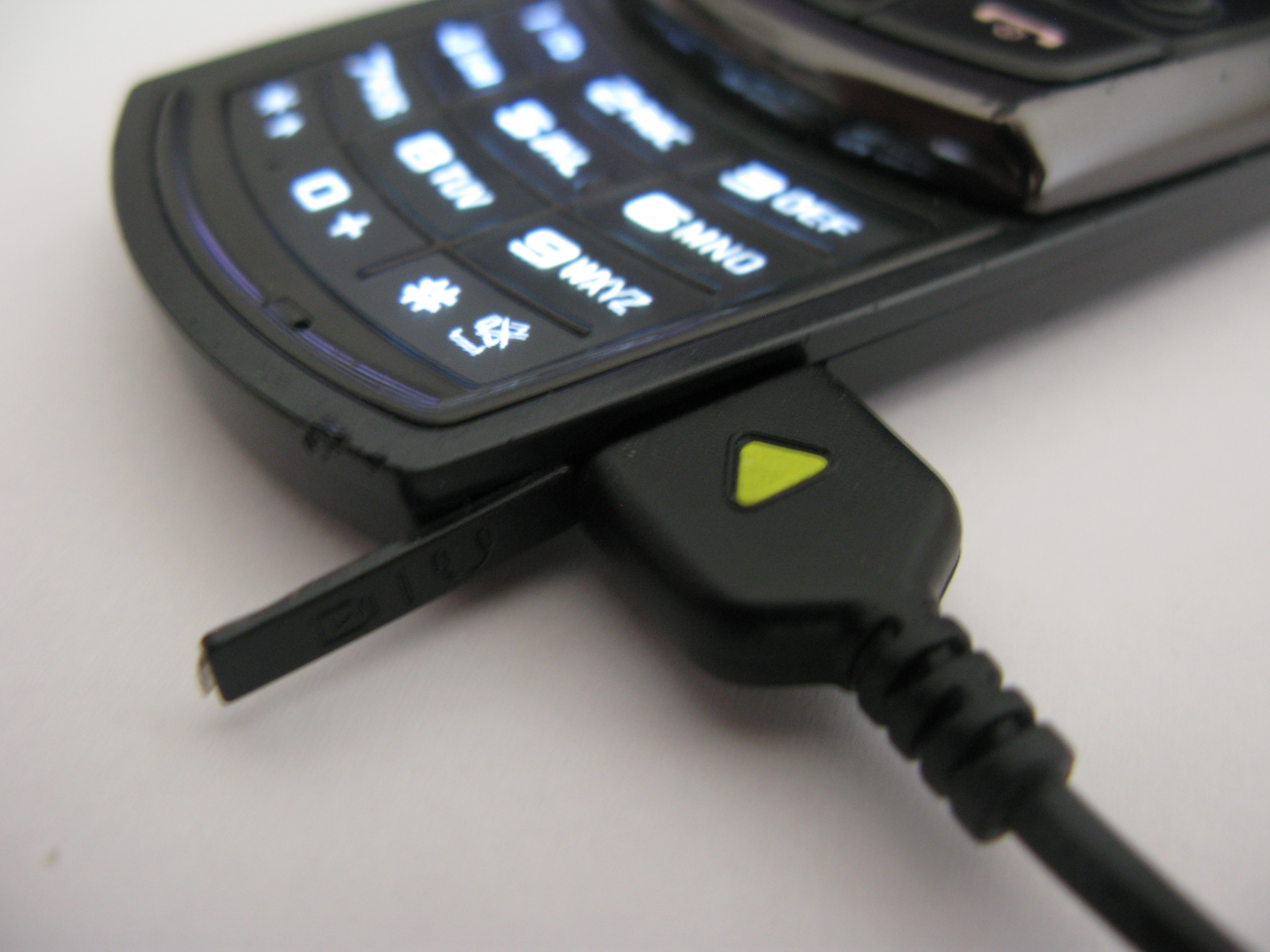
Het opladen van de SGH-J700.